# Fiona Fullerton
Fiona Fullerton (* 10. Oktober 1956 in Kaduna, Nigeria) ist eine britische Schauspielerin. Ihre bekanntesten Rollen waren Alice  im Wunderland sowie die Agentin Pola Ivanova im James-Bond-Film Im Angesicht des Todes. Ferner stand sie in Run Wild, Run Free, Nikolaus und Alexandra und The Human Factor vor der Kamera.

## Film- und TV-Auftritte
- Run Wild, Run Free (1969) als Diana
- Nicholas and Alexandra (1971) als Anastasia Romanov
- Alice’s Adventures in Wonderland (1972) als Alice
- Angels als Patricia Rutherford
- Dick Barton: Special Agent als Virginia Marley
- A Question of Faith (1979)
- The Human Factor (1979) als Elizabeth
- Gauguin the Savage (1980) als Rachel
- The Ibiza Connection (1984) als Jane Veradi
- A View to a Kill (1985) als Pola Ivanova
- Shaka Zulu (1986) als Elizabeth Farewell
- Hold the Dream (1986) als Sky Smith
- The Grand Knockout Tournament (1987) als sie selbst
- The Charmer (1987) als Clarice Mannors
- A Hazard of Hearts (1987) als Lady Isabel Gillingham
- A Taste for Death (1988) als Lady Barbara Berowne
- Hemingway (1988) als Lady Duff Twysden
- Harry and Harriet (1990) als Catherine
- A Ghost in Monte Carlo (1990) als Lady Violet
- Spymaker: The Secret Life of Ian Fleming (1990) als Lady Caroline
- The Bogie Man (1992)
- Sweating Bullets (1992) als Claire
- To Be the Best (1992) (TV) als Madelena
- Diggity: A Home at Last (2001) als Felicia
- Masterchef (2013) als sie selbst (Kochshow)

## Privates
Fiona Fullerton war von 1976 bis 1982 mit dem Schauspieler Simon MacCorkindale – und ist seit 1994 mit Neil Shakell verheiratet. Sie hat zwei Kinder aus zweiter Ehe.